# José Maria Eymael
José Maria Eymael (Porto Alegre, 2 novembre 1939) è un politico e avvocato brasiliano, fondatore, nel 1995, del Partito Socialdemocratico Cristiano, poi Democrazia Cristiana.

## Biografia
Nato nel 1939 a Porto Alegre, Eymael si laurea in filosofia e diritto alla Pontifícia Universidade Católica do Rio Grande do Sul e si iscrive sin da ragazzo alla Juventude Democrata Cristã. Quando, a causa dell'AI-2, il Partido Democrata Cristão fu sciolto, Eymael fu incaricato di riorganizzarlo nello stato di San Paolo e della rifondazione, avvenuta nel 1985. In questo stesso anno, si candida a sindaco di San Paolo, con il jingle Ey Ey Eymael, um democrata cristão..., che rimane popolare anche ai giorni nostri.
È stato deputato federale dal 1986 al 1994: in questo periodo, il PDC è confluito nel Partito Democratico Sociale, dando origine al Partito Progressista Riformatore. Eymael, contrario a questa linea politica, uscì dal partito e fondò, nel 1995, con altri politici conservatori, il Partito Socialdemocratico Cristiano.
Da molti anni si candida alle elezioni presidenziali, non risultando mai eletto. Nelle elezioni presidenziali del 2014 è il candidato n° 27.

### Proposte di Legge
Come deputato federale nell'Assemblea Costituente, Eymael è stato fra i quindici soggetti che hanno fatto più proposte di legge, ben 145, tra cui: 
- Preavviso di trenta giorni per il licenziamento dei lavoratori
- Settimana lavorativa di 44 ore[5]
- Diritto del lavoratore al riposo
- Diritto dei contribuenti con lo stesso reddito allo stesso trattamento fiscale
- Articolo 180 della Costituzione Federale, che obbliga la Nazione, gli Stati e i Comuni ad incentivare il turismo come sviluppo economico e sociale.
- Obbligo dei figli adulti di occuparsi dei genitori anziani, bisognosi o infermi (ex art. 229 della Costituzione)